# Tattingstone
Tattingstone – wieś w Anglii, w hrabstwie Suffolk, w dystrykcie Babergh. Leży 8 km na południe od miasta Ipswich i 102 km na północny wschód od Londynu.